# ایستگاه پخش ریلی

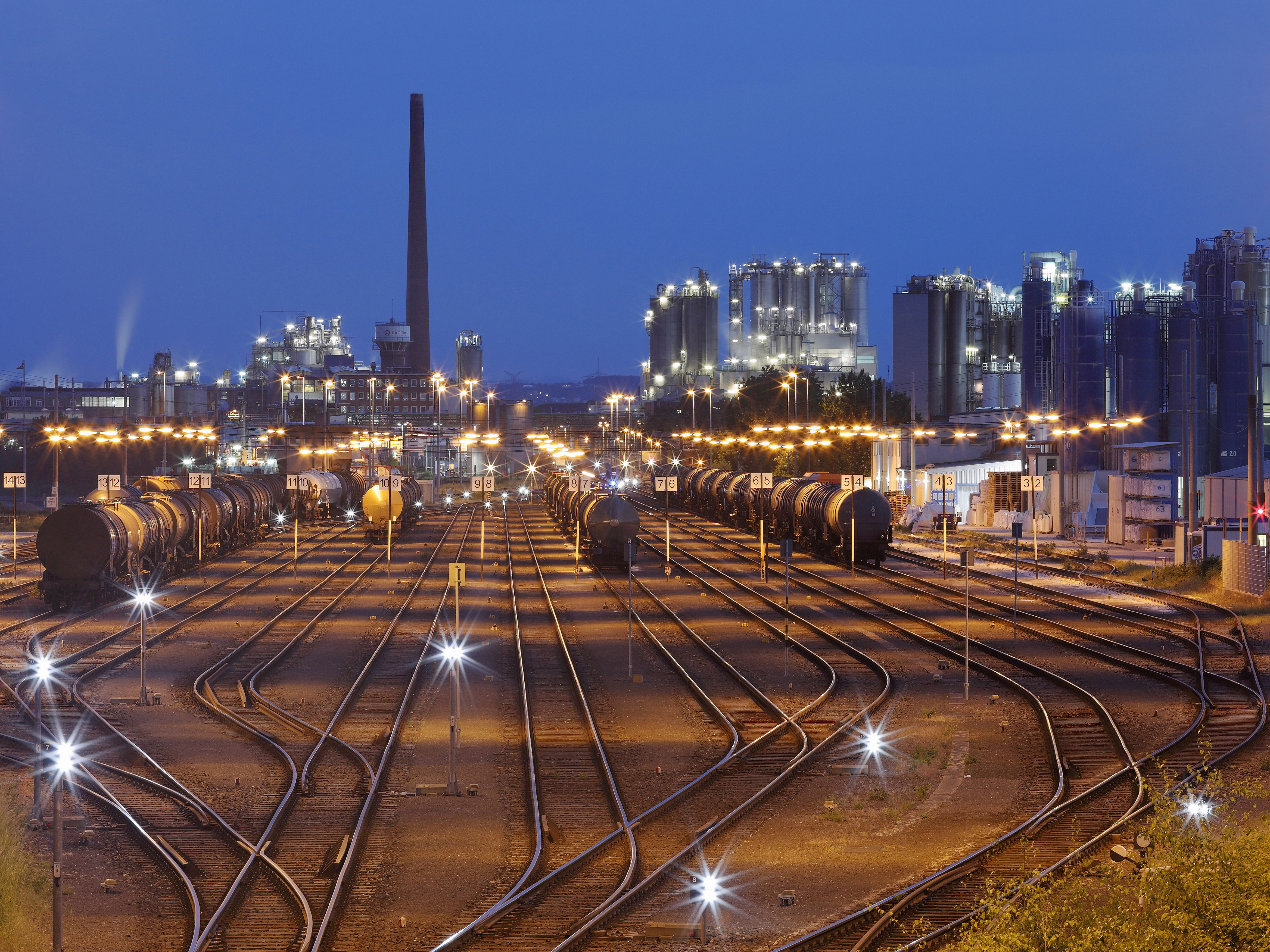
ایستگاه گودورف کلن - آلمان

ایستگاه پخش ریلی (انگلیسی: Classification yard) به زبان‌های مختلف اعم از انگلیسی آمریکایی و انگلیسی کانادایی یا هدایت پایانه انگلیسی بریتانیایی، زبان انگلیسی هندی و انگلیسی استرالیایی محوطه خطوط راه‌آهن است که در برخی ایستگاه‌های قطار ترابرد محموله مورد استفاده قرار می‌گیرد. این ایستگاه برای جداکردن خودروی ریلی جهت ترابری بار یا مسافر مورد استفاده قرار می‌گیرد و به یک تا چند واگن اختصاص می‌یابد. نخست ماشین ریلی برای یک مسیر انتخاب می‌شود؛ و از طریق سوزن ریل به مسیرهای مشخص شده راه‌آهن به شکل نردبانی هدایت می‌شوند. محوطه‌های بزرگ‌تر خطوط راه‌آهن با ساختن شبکه خطوط راه‌آهن مصنوعی که اصطلاحاً به آن تپه یا برجستگی می‌گویند، از نیروی جاذبه برای پیش‌بردن خودروی ریلی به طریقه نردبانی استفاده می‌کنند.
قطارهای ترابرد محموله بسته به مقصد پایانی‌شان، به صورت واگن‌های جدا تقسیم می‌شوند؛ بنابراین واگن‌ها بایستی در چیدمان قطار بسته به مقصد پایانی هرکدام از مبدأ تا مقصد جدا شوند، به عنوان مثال برای انتقال بار خودرو کارخانه به یک بندر یا انتقال زغال سنگ از معدن به نیروگاه. در نتیجه مسیر واگن‌های ترابرد محموله در شبکه خطوط راه‌آهن تا حدی از ابتدا با سوزن راه‌آهن در مبدأ و مقصد تعیین می‌شوند.

## انواع

### سطح هموار
محدوده‌های ایستگاه پخش ریلی در زمین مسطح یا با شیب ملایمی ساخته شده‌است. واگن‌های باری به وسیله لوکوموتیو از ساحل به محل مورد نیاز برای انتقال محموله منتقل می‌شوند.

### سطح قوسی
محدوده‌های ایستگاه پخش ریلی در زمین تپه‌ای بزرگترین و مؤثرترین پایانه طبقه‌بندی شده در نوع خودش است با بزرگترین ظرفیت جابجایی، که اغلب چندین هزار خودرو در روز در آن جابجا می‌شوند. قلب این محوطه در بالای تپه قرار دارد - مسیری که در بالای سطح شیب دار قرار دارد و باعث ایجاد شتاب اولیه برای روشن شدن خودروهای ریلی می‌شود.

### سطح گرانشی
محدوده‌های ایستگاه پخش ریلی درسطح گرانشی نیز مشابه محدوده‌های تپه‌ای اداره می‌شود، اما بر خلاف سطح قوسی، کل ریل ایستگاه قطار اساساً روی نیروی جاذبه مغناطیسی تنظیم شده که به‌طور پیوسته به‌طور عکس عمل می‌کند.